# ハヌッキーヤー
ハヌッキーヤー、ハヌキヤ（חֲנֻכִּיָּה chănukkiyyāh, Hanukia, dos chanikes likht(-l), ドイツ語：Chanukka-Lampe）はハヌッカーで使用されるメノーラーの一種で、メノーラーが7枝であるのに対し、8枝（実際は9）であり、横に広がっている。「八枝の燭台」と翻訳されることがある。
8はハヌッカーの日数である。
様々なタイプのものがある。現在では電器製のものも多くなっている。ハヌッキーヤーはシナゴーグにも家庭にもある。

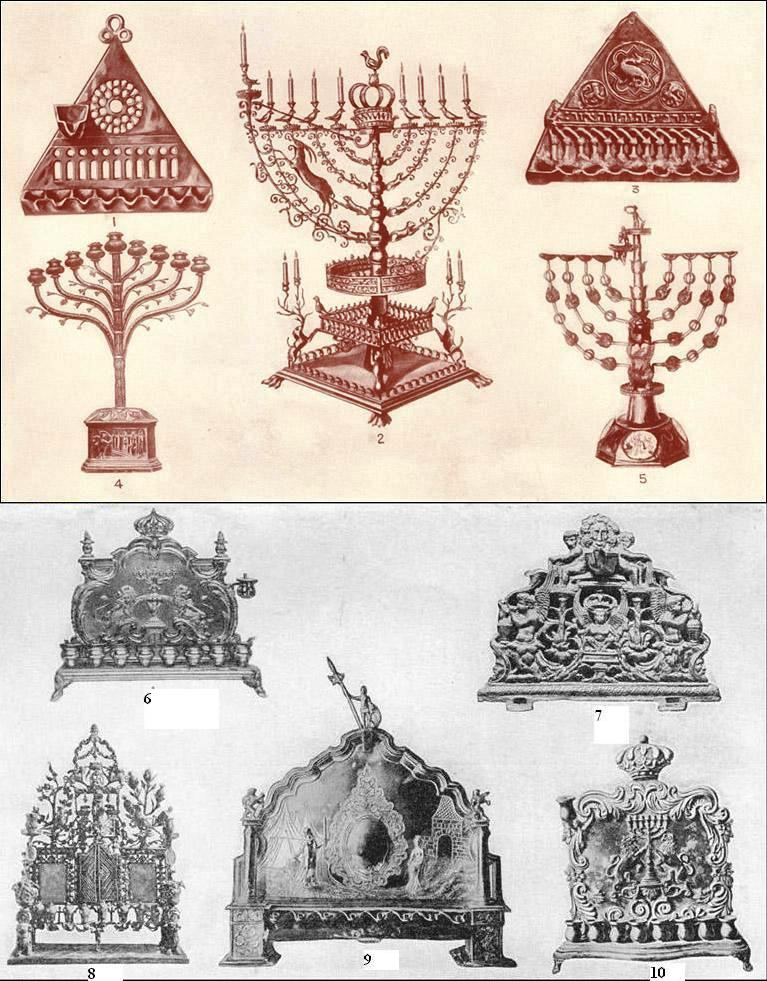
1. ブロンズ製、12世紀フランス (Musée de Cluny, Paris)
2. 黄銅 Yellow copper, 1900年頃 (ウクライナ・ポフレビシェ Pogrebishche のシナゴーグ)
3. 銀製?、中世 (所有：Dr. Albert Figdor, Vienna)
4. 黄銅、1900年頃 (パードヴァのシナゴーグ, Italy)
5. 銀・ブロンズ製、17世紀 (所有：Jacob H. Schiff. New York)
6. 銀製、19世紀後期 (collection of the late Rabbi Benjamin Szold, Baltimore)
7. ブロンズ製、15世紀イタリア (Victoria and Albert Museum, London)
8. 銀製、イギリス?、16世紀 (所有：E. A. Franklin, London)
9. 銀製、17世紀ニュルンベルク (possession of N. S. Joseph, London)
10. 銀製、1900年頃 (possession of Maurice Herrmann, New York).

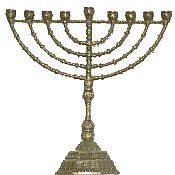
ハヌッキーヤー
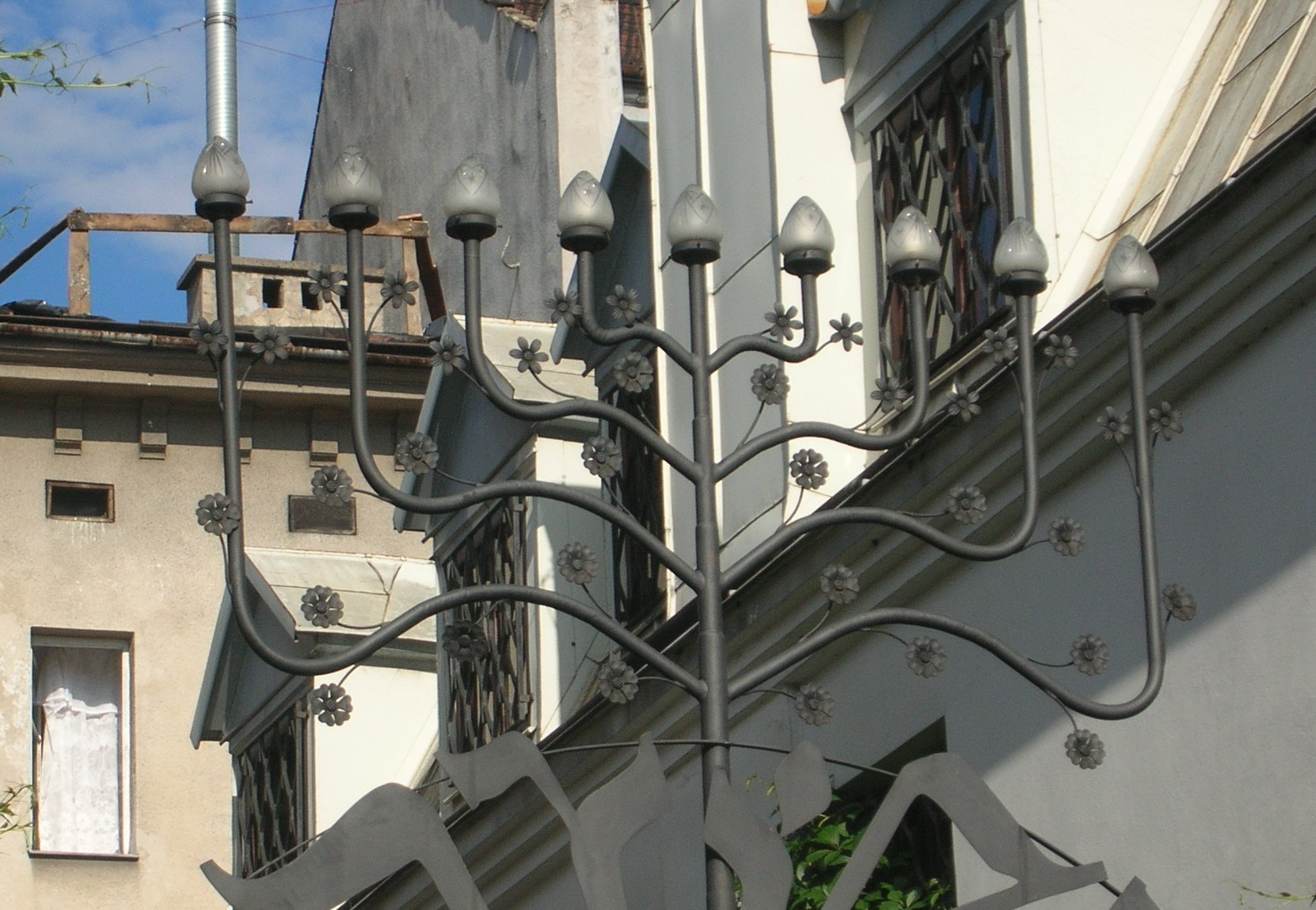
ポーランド・カジミェシュの家のハヌッキーヤー
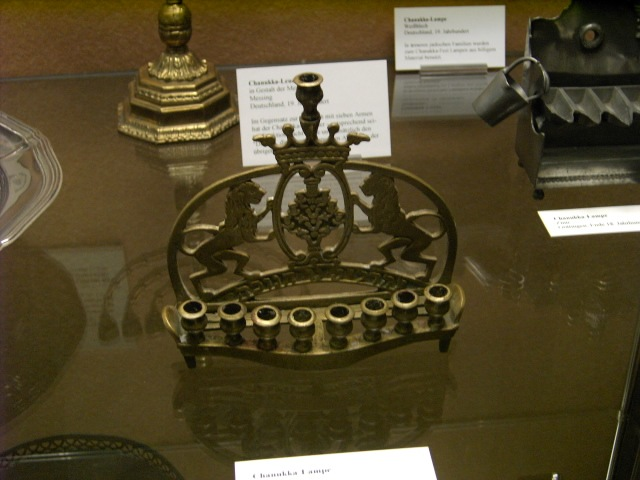
ゲッティンゲンの燭台（あるいは油皿）のみのハヌッキーヤー
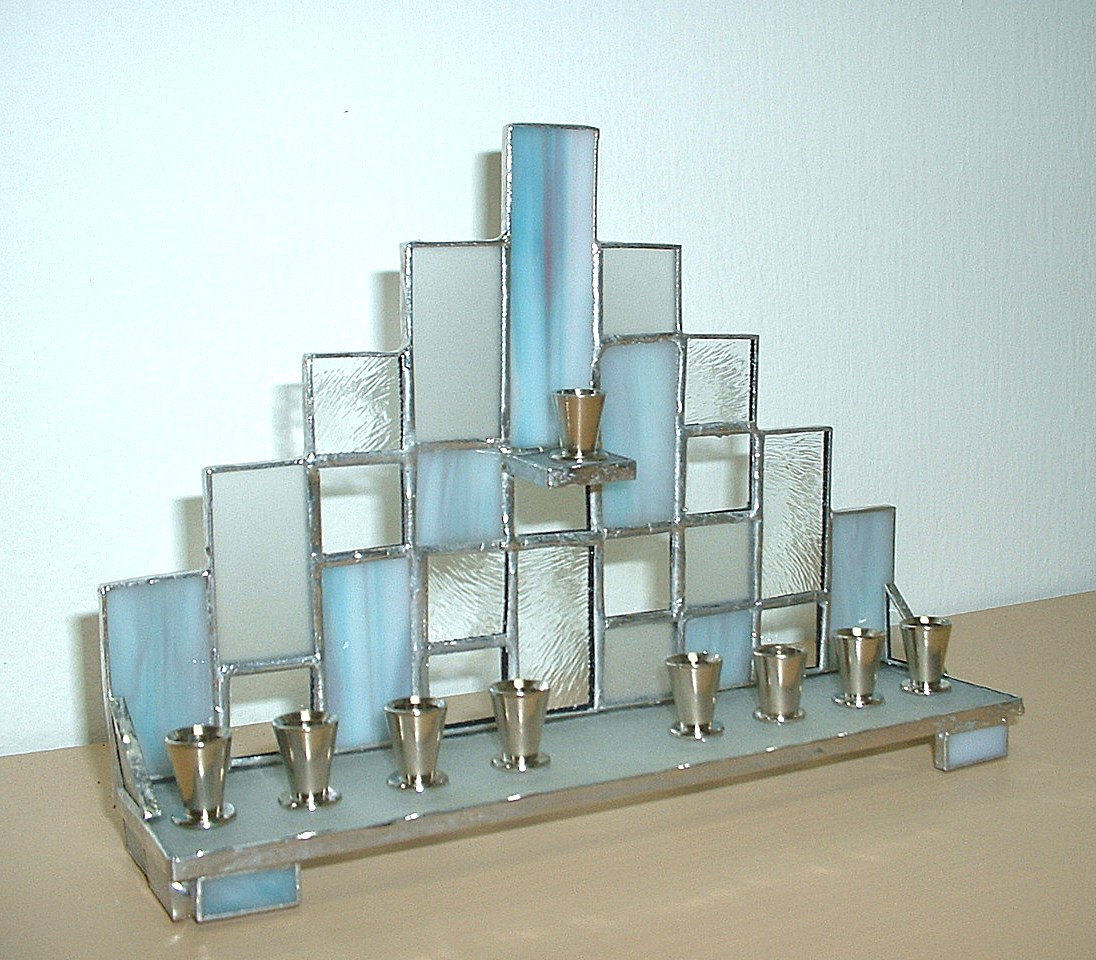
ガラス製のハヌッキーヤー

初日には下記のシャンマーシュを利用し、最も左の部分、あるいは右から1本目に点火し、8日目には9本全部に点火する。

## シャンマーシュ
両側に広がる8つの枝、あるいは皿のほかに、中央の高くなった部分にシャンマーシュという部分がある。これは点火用に使われる（あるいはその蝋燭や火のことをシャンマーシュという）。
画像：1999年のアメリカの切手